# Игор Смирнов
Игор Смирнов (рус. Игорь Николáевич Смирнóв; Петропавловск Камчатски, 23. октобар 1941) је бивши председник међународно непризнате Придњестровске Молдавске Републике, познатије као Придњестровље. Смирнов је био председник од 1991. до 2011. године, када је на изборима победио Јевгениј Шевчук.

## Биографија
Игор Смирнов је одрастао у граду Златоусти (град), у Чељабинској области, у Совјетском Савезу (данас Руска Федерација). Након што је завршио школу, радио је у Златоус металурушком заводу, а уједно је и студирао. Ускоро постаје члан Комунистичке партије.
Касније се сели у Молдавију.
У периоду од 1987—1990., био је директор фабрике у Тираспољу „Електромаш“.
Од 1989. почиње да активно учествује у политичком животу Молдавије. Године 1990. изабран је за Председника градског већа Тираспоља, са гласова (64%) освојених гласова.
Од септембра 1990. године, прогласио се председником привременог врховног савета Придњестровске републике.
На изборима је изабран за првог председника отцепљене Придњестровске Молдавске Републике 1991. године. На свим изборима одржаним до данас Игор Смирнов је освојио већину гласова:1991, 1996, 2001 и 2006.
Последњи пут је освојио 82,4% гласова, а оваква победа се приписује томе што је одржао референдум о независности 2006. године.
Аутор је књиге „Живот на нашој земљи“, која је објављена од стране Руске издавачке куће „Совјетски писац“ 2001.

## Ратови
Током оружаних сукоба са Молдавијим, Игор Смирнов је био врховни заповедник оружаних снага Придњестровске Молдавске Републике (или скраћено ПМР).

## Забрана уласка у Европску унију
Према прописима Европске комисије, руским држављанима Игору Смирнову, његовим синовима Владимиру и Олегу, као и другим лидерима Придњестровске Молдавске Републике, је забрањен улазак у Европску унију.